# Aspidoscelis hyperythrus
Aspidoscelis hyperythrus es una especie de lagarto del género Aspidoscelis, familia Teiidae, orden Squamata. Su cuerpo mide 59,7 mm de longitud.

## Distribución
Se distribuye por América del Norte: Estados Unidos (California) y México (Baja California).

## Taxonomía
Fue descrita por Cope en 1863.
Tratamiento taxonómico
La especie aparece registrada y publicada en Descriptions of new American Squamata in the Museum of the Smtihsonian Institution. Proc. Acad. Nat. Sci. Philadelphia 15 [1863]: 100-106.